# Arthur Bauchet
Arthur Bauchet  (* 10. Oktober 2000 in Saint-Tropez) ist ein französischer paralympischer Alpinskifahrer.
Arthur Bauchet kommt ursprünglich aus Grimaud am Golf von Saint-Tropez. Seit etwa zehn Jahren leidet er an einer Krankheit, die als spastische Paraparese bezeichnet wird. Mit 7 Jahren begann er mit dem Skifahren. Im Alter von 10 Jahren traten die ersten Symptome seiner Krankheit auf. Er erfuhr, dass er eine Rückenmarksverletzung hat, die ein Versagen des Nervensystems vom Becken bis zu den Zehen verursacht. Skifahren wurde unmöglich. 2015 ermöglichte eine Behandlung, dass er mit Hilfe von Krücken wieder gehen und vor allem wieder Ski fahren kann. Er wohnt heute in Serre Chevalier Briançon.

## Karriere
2016 begann er mit dem Parasport. Aufgrund guter Ergebnisse wurde er für die Paralympischen Spiele 2018 in Pyeongchang nominiert. Er gewann vier Silbermedaillen (Abfahrt, Super-G, Super-Kombination und Slalom). Bei den Winter-Paralympics 2022 in Peking siegte er im Slalom, in der Super-Kombination und in der Abfahrt. Im Riesenslalom holte er Bronze.
Bei den Alpinen Para-Skiweltmeisterschaften 2017 in Tarvisio gewann er Gold im Riesenslalom und im Slalom, Silber im Super-G. Bei den Alpinen Para-Skiweltmeisterschaften 2019 gewann er Gold in der Abfahrt, im Super-G, im Slalom und in der Super-Kombination sowie Silber im Riesenslalom. Im Jahr 2022 gewann er  bei den Weltmeisterschaften 2021 in Lillehammer, Norwegen die Goldmedaille im Riesenslalom und Silber im Slalom und im Parallelslalom. Bei den Weltmeisterschaften 2023 erreichte er Gold im Slalom, im Riesenslalom und in der Super-Kombination sowie Bronze im Super-G.